# Dallas Cowboys 1974
La stagione 1974 dei Dallas Cowboys è stata la 15ª della franchigia nella National Football League, la prima in nove stagioni che non si qualificò per i playoff e l'unica tra il 1966 e 1983. Fu un'annata di transizione che vide per l'ultima volta con la maglia di Dallas "Mr Cowboys" Bob Lilly, ritiratosi, e a fine stagione i trasferimenti verso altre squadre di Bob Hayes, Calvin Hill e Craig Morton (scambiato a inizio anno coi New York Giants).

## Calendario

### Stagione regolare
| Turno | Data       | Avversario             | Risultato | Pubblico |
| ----- | ---------- | ---------------------- | --------- | -------- |
| 1     | 15/9/1974  | at Atlanta Falcons     | V 24–0    | 52,332   |
| 2     | 23/9/1974  | at Philadelphia Eagles | S 13–10   | 64,089   |
| 3     | 29/9/1974  | New York Giants        | S 14–6    | 45,841   |
| 4     | 6/10/1974  | Minnesota Vikings      | S 23–21   | 57,847   |
| 5     | 13/10/1974 | at St. Louis Cardinals | S 31–28   | 49,885   |
| 6     | 20/10/1974 | Philadelphia Eagles    | V 31–24   | 43,586   |
| 7     | 27/10/1974 | at New York Giants     | V 21–7    | 57,381   |
| 8     | 3/11/1974  | St. Louis Cardinals    | V 17–14   | 64,146   |
| 9     | 10/11/1974 | San Francisco 49ers    | V 20–14   | 50,018   |
| 10    | 17/11/1974 | at Washington Redskins | S 28–21   | 54,395   |
| 11    | 24/11/1974 | at Houston Oilers      | V 10–0    | 49,775   |
| 12    | 28/11/1974 | Washington Redskins    | V 24–23   | 63,243   |
| 13    | 7/12/1974  | Cleveland Browns       | V 41–17   | 48,754   |
| 14    | 14/12/1974 | at Oakland Raiders     | S 27–23   | 45,840   |